# Ireneusz Milewski
Ireneusz Adam Milewski – polski historyk, badacz dziejów imperium rzymskiego i antyku chrześcijańskiego. 

## Życiorys
Doktorat w 1998 (Pieniądz w pismach greckich Ojców Kościoła IV w. (na przykładzie pism kapadockich Ojców Kościoła i Jana Chryzostoma); promotor: Jan Iluk) na Wydziale Historycznego Uniwersytetu Gdańskiego. Habilitacja (Depozycje i zsyłki biskupów w Cesarstwie Wschodniorzymskim (lata 325–451) tamże w 2009. Od 2017 r. kierownik Zakładu Historii Starożytnej w Instytucie Historii Wydziału Historycznego Uniwersytetu Gdańskiego.

## Odznaczenia
- Brązowy Medal za Długoletnią Służbę (2016)[1]

## Wybrane publikacje
- Pieniądz w greckiej literaturze patrystycznej IV wieku: na przykładzie pism kapadockich Ojców Kościoła i Jana Chryzostoma, Gdańsk - Sopot: Wydawnictwo Uniwersytetu Gdańskiego 1999.
- Marek Diakon Żywot świętego Porfiriusza biskupa Gazy, z jęz. gr. przeł., koment. i przypisami opatrzył Ireneusz Milewski, Gdańsk: Wydawnictwo Uniwersytetu Gdańskiego 2003.
- Depozycje i zsyłki biskupów w Cesarstwie Wschodniorzymskim (lata 325–451), Gdańsk: Wydawnictwo Uniwersytetu Gdańskiego 2008.